# Reduta (pismo niezależne)
Reduta – pismo niezależne wydawane w latach 1982–1985 w Warszawie.
Pismo było adresowane do zawodowych wojskowych i zajmowało się tematyką wojskową. Krytykowano celowość wprowadzenia stanu wojennego w PRL, ujawniano nadużycia i nieprawidłowości w armii, krytykowano Wojskową Rade Ocalenia Narodowego.
W latach 1982–1984 ukazało się siedemnaście numerów pisma. Było rozprowadzane w całym kraju. Nakład wynosił 800–1000 egzemplarzy. Pomoc poligraficzną i kolportaż pisma zapewniało Wydawnictwo CDN. Pismo rozsyłano pocztą. Na kopertach był nadruk „niezależny ZBOWiD”. Adresatami były instytucje wojskowe lub wyżsi oficerowie Wojska Polskiego. Każdy adresat otrzymywał dwa egzemplarze „Reduty”, z których jeden był przeznaczony do rozpowszechniania metodą „podaj dalej”. Wsparcia finansowego i programowego pismu udzielał Jerzy Giedroyc. Niektóre artykuły przedrukowywała Kultura paryska. W piśmie publikowali: płk Stanisław Dronicz, płk Wincenty Heinrich, ppłk Marian Rajski.
W 1984 roku Służba Bezpieczeństwa trafiła na trop Reduty. 13 kwietnia 1985 Dronicz został aresztowany wraz z Heinrichem. W lipcu 1985 zatrzymano także Rajskiego.
Kontynuacją Reduty było pismo Honor i Ojczyzna wydawane w latach 1988-1992.